# Bezirk (Beieren)

De zeven Bezirke van Beieren

Een Bezirk is een regionale bestuurseenheid in Beieren, die geografisch samenvalt met de gelijknamige Regierungsbezirken. Een Bezirk is een gemeenteverbond dat zich één bestuurlijk niveau boven de Landkreis en de kreisfreie Stadt bevindt.

## Overzicht
| Wapen | Bezirk        | Hoofdstad  |
| ----- | ------------- | ---------- |
|       | Oberbayern    | München    |
|       | Niederbayern  | Landshut   |
|       | Oberpfalz     | Regensburg |
|       | Oberfranken   | Bayreuth   |
|       | Mittelfranken | Ansbach    |
|       | Unterfranken  | Würzburg   |
|       | Schwaben      | Augsburg   |

## Bevoegdheden
Een Bezirk neemt binnen zijn grenzen die taken waar die de competenties van een Landkreis of van een kreisfreie Stadt overschrijden.

## Structuur
Een Bezirk heeft een parlement met één kamer (Bezirkstag). De Bezirkstagspräsident en de Bezirksausschuss worden onder meer door het parlement gekozen.
Mittelfranken · Niederbayern · Unterfranken · Oberbayern · Oberfranken · Oberpfalz · Schwaben